# ريغيومونتانوس
يوهانس مولر فون كونيغسبرغ (بالألمانية: Johannes Müller von Königsberg)، معروف باسم ريغيومونتانوس (باللاتينية: Regiomontanus)‏ (و. 1436 – 1476 م)، هو عالم فلك، ورياضياتي، ومؤرخ الرياضيات، ومنجّم، من ألمانيا، ولد في كونيغسبرغ إن بايرن، توفي في روما، عن عمر يناهز 40 عاماً.

## التعليم
تعلم في جامعة لايبتزغ.

## أعماله
كتب كتابا عنوانه حول المثلثات مقدما بذلك بداية لعلم الحساب المثلثي في أوروبا. كتب فيه ما يلي:
أنت من تريد دراسة أشياء كبيرةً وعجيبةً، ومن تتعجب من حركة النجوم، عليك أن تدرس هذه المبرهنات حول المثلثات. معرفتك لهذه الأفكار ستفتح لك الباب لعلم الفلك كله ولبعض المعضلات الهندسية.

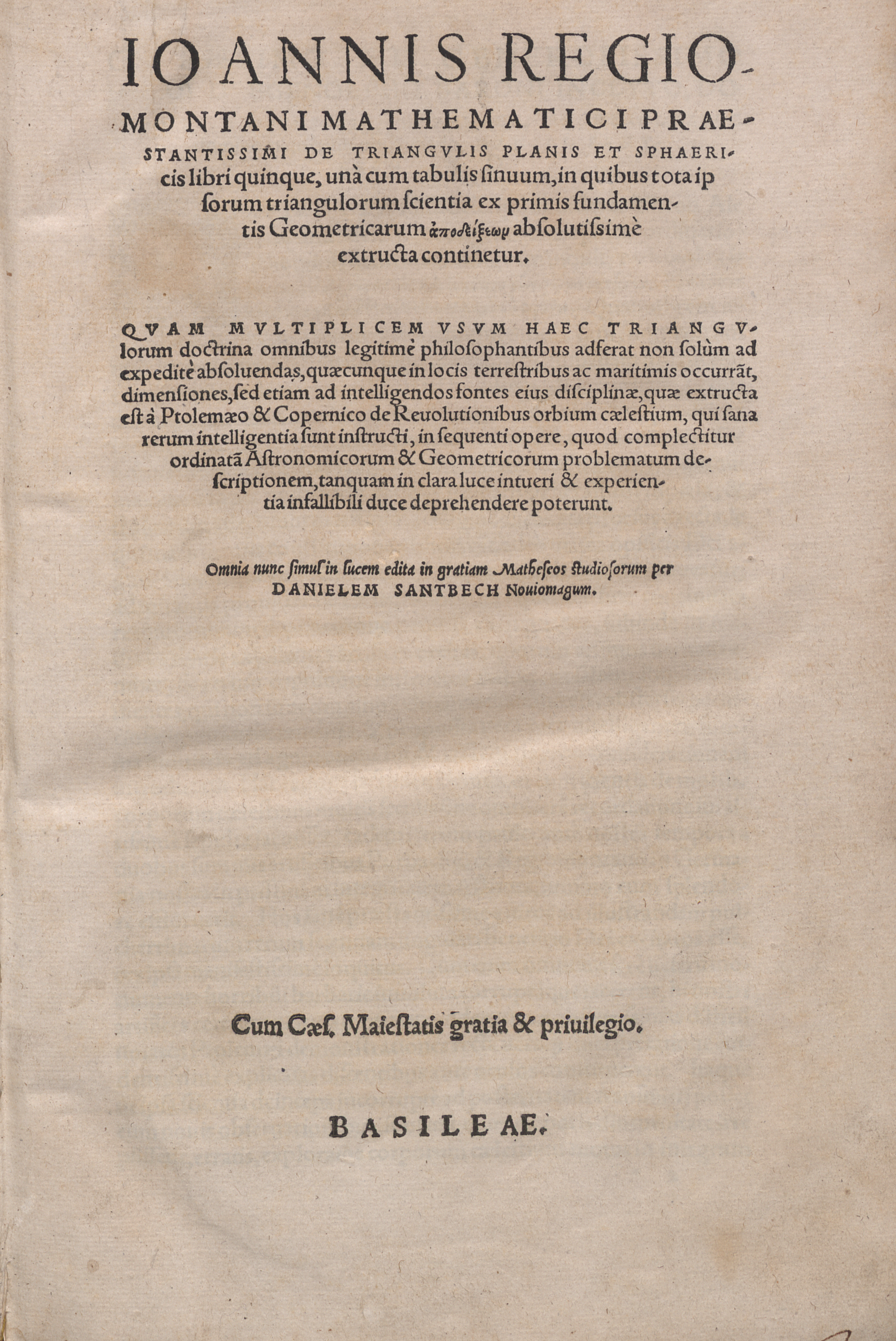
De triangulis planis et sphaericis libri
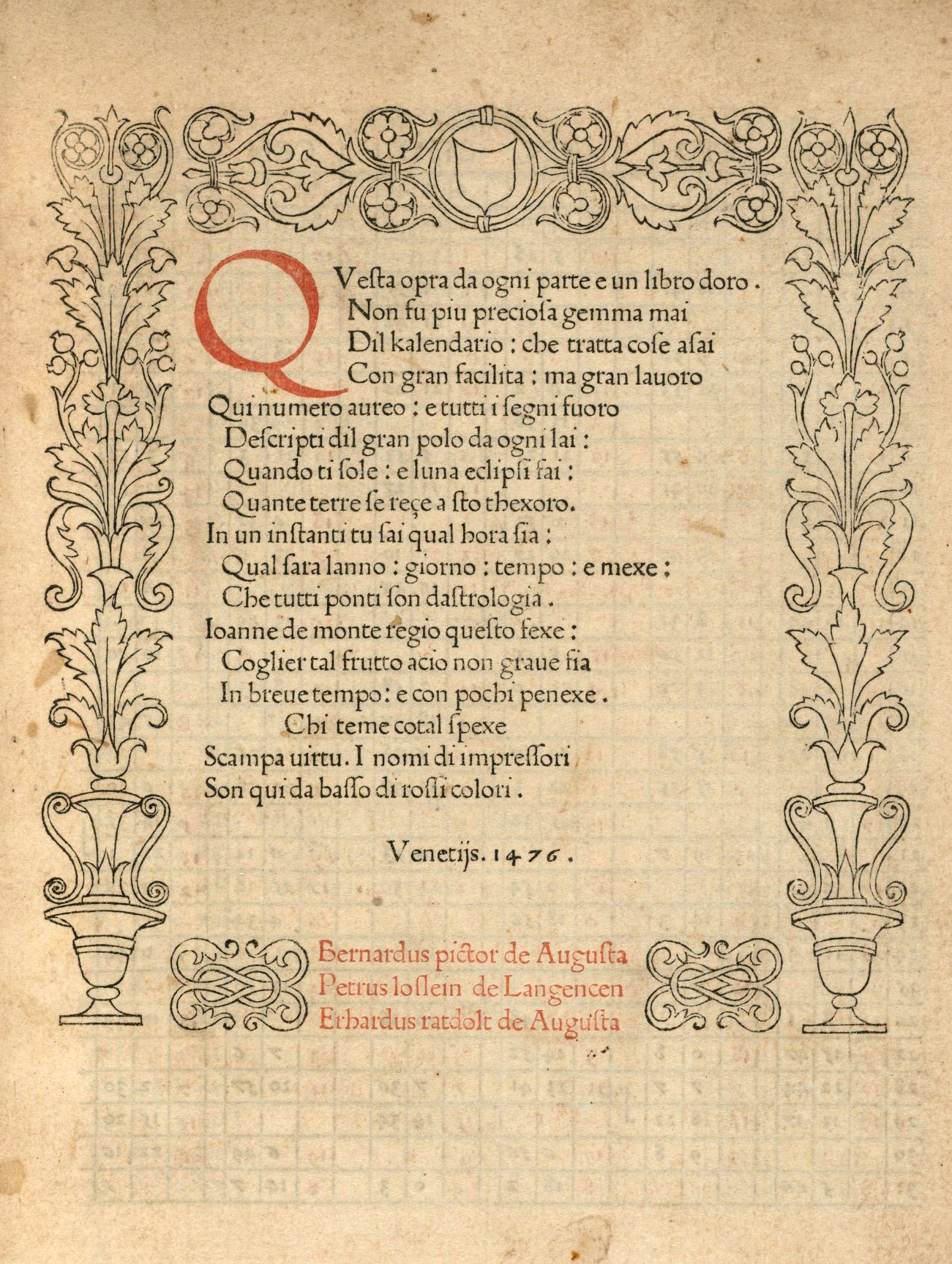
Title page for Qvesta opra da ogni parte e un libro doro, 1476

## مناصب وهيئات
أدار جامعة فيينا.

## روابط خارجية
- ريغيومونتانوس على موقع الموسوعة البريطانية (الإنجليزية)